# Unconditional love
unconditional love（アンコンディショナルラヴ）は、日本のソロの女性シンガーソングライターである。自身で作詞・作曲を手掛け、東京都内のライブハウスを中心に活動している。生きていく中で感じてきた、歩きづらさや苦しさ、葛藤、人を想う気持ちを描くシンガーソングライター。心の琴線に触れる歌声で、聴く人の心を温める。

## 活動

### 2012-2015
2012年6月、1stアルバム「unconditional surrender」発売をきっかけにライブ活動を本格的にスタート。以来、年間約150本以上のライブを行う。2015年9月23日、1stアルバム『Surrender』をウルトラ・ヴァイヴから全国リリースし、高セールスを記録。同日、渋谷WWWを満員にしてワンマンライブを開催。

### 2016-2017
2017年2月8日、2ndアルバム『Pirouette』を全国リリース。収録曲「Calling」がテレビ朝日「じゅん散歩」のエンディングテーマに起用される。
2017年7月29日、自身最大キャパである1500名収容の恵比寿ザ・ガーデンホールにて、リリースツアーファイナルワンマンライブを開催。

### 2018-2023
2018年6月13日、自身の誕生日当日に3rdアルバム『Birthday』を全国リリース。同日、Shibuya eggmanにてリリース記念ワンマンライブを開催。初のワンマンツアーを大阪、仙台、名古屋、東京にて開催。
2018年10月26日、Mt.RAINIER HALL SHIBUYA PLEASURE PLEASUREにてリリースツアーファイナルワンマンライブを開催し満員御礼となる。
2022年8月25日、2023年1月6日を以て無期限活動停止を自身のTwitterで告知。
2023年1月7日、Mt.RAINIER HALL SHIBUYA PLEASURE PLEASUREにてワンマンライブを行い、無期限活動休止をする。

### 2024-現在
2024年1月、活動休止前にリリース予定だった4枚目のアルバムを、2024年中にリリースすることを発表する。2024年12月8日、活動休止中に書き下ろした8曲含む全11曲を収録した4th Album『Soar』を自主リリース。同日、渋谷GUILTYにてワンマンライブを行い、満員となる。

## 人物
- インフルエンサーとしては、グルメ系を中心に活動中。
- モデルとしては、株式会社エースに所属。
- 中学、高校は、美大附属の学校に通っていたが、美術は得意としていない。
- 音楽大学入学後から曲作りをはじめ、楽器ができないため、すべて鼻歌で作曲し、アカペラのデモ音源をサポートミュージシャンに送りアレンジをしてもらっている。
- 韓国にもファンがいるため、韓国で路上ライブの経験が何度かあり、少しだけ韓国語が話せる。
- 得意なことは、料理とお菓子作り。
- 好きな食べ物は、お寿司とさっぱりしたものと辛いもの。
- MBTIは、INTP
- 福祉施設で定期的にライブを行っており、本人も福祉活動やボランティア活動を積極的に参加している。

## 学歴
洗足学園音楽大学(卒業)

## ディスコグラフィ

### アルバム
- 全国流通盤

|     | 発売日        | タイトル  | 規格品番   | 収録曲 | 備考         |
| --- | ------------- | --------- | ---------- | --- | ------------ |
| 1st | 2015年9月23日 | Surrender | UNCON-0001 | 1. 隔たり 2. Surrender 3. tomorrow 4. 孤独 5. いつも隣には 6. この海を渡るには 7. 今しかないもの 8. halfway 9. 大丈夫であるように 10. LOVE          | 全国流通盤   |
| 2nd | 2017年2月8日  | Pirouette | UNCON-0002 | 1. Calling 2. 歩いてく 3. 青空 4. 夜の語り 5. 絵空事 6. どうか笑っていて 7. 青い根無し草 8. Pirouette 9. まっすぐに 10. 晴れた日に 11. 終わらない旅 | 全国流通盤   |
| 3rd | 2018年6月13日 | Birthday  | UNCON-0003 | 1. 花の日 2. Ignition 3. 君はなぜ 4. 最後だと知っていたら 5. Re:birthday 6. 箒星 7. Place 8. 素晴らしい朝 9. 偽善者の行進                           | 全国流通盤   |
| 4th | 2024年12月8日 | Soar      | TBD        | 1. Curtain 2. 流星群 3. あなたが残したもの 4. drawing 5. 夏の終わりに 6. Sign 7. この恋が終わりを迎えたら 8. Further 9. 美丘 10. Soar 11. Flag      | 自主リリース |

- 自主制作盤

| 発売時期  | タイトル                | 収録曲 | 備考                                |
| --------- | ----------------------- | --- | ----------------------------------- |
| 2012年6月 | unconditional surrender | 1. LOVE 2. 蜻蛉 3. 東京の星 4. ゆれるお花の向こう側 5. 青い根無し草 6. 静かな世界 7. ピエロ 8. 帰り道 9. 朝陽 10. チムグリサ 11. つばさをもって                                  | 廃盤                                |
| 2013年1月 | ending                  | 1. 晴れた日に 2. rebel 3. 冷たい夜 4. 君はなぜ 5. 透明 6. 君と私の距離 7. あの頃に 8. この心だけを頼りに                                                                         | 廃盤                                |
| 2014年7月 | intro                   | 1. 晴れた日に 2. rebel 3. LOVE 4. 君はなぜ 5. ピエロ 6. 偽りのリズム 7. 朝陽 8. 新しい生活がそこに在るよ 9. 孤独 10. 偽善者の行進 11. 箒星 12. 青い根無し草 13. また逢えるように | 下北沢GARDENワンマンライブ音源 廃盤 |
| 2017年1月 | 絵空事                  | 1. Introduction 2. 終わらない旅 3. 絵空事 4. 青空 5. 歩いてく | アコースティックアルバム 廃盤       |

### シングル
- 自主制作盤

| 発売時期  | タイトル                 | 収録曲                                                            | 備考 |
| --------- | ------------------------ | ----------------------------------------------------------------- | ---- |
| 2013年9月 | 新しい生活がそこに在るよ | 1. 新しい生活がそこに在るよ 2. 明日の記憶 3. みんなのバス（朗読） | 廃盤 |
| 2013年9月 | 偽りのリズム             | 1. 偽りのリズム                                                   | 廃盤 |
| 2014年2月 | 空に願いを               | 1. 夜の語り 2. 箒星 3. 偽善者の行進                               | 廃盤 |

## 主なワンマンライブ
| 開催日         | 会場                      | ライブタイトル                     | 備考                                                          |
| -------------- | ------------------------- | ---------------------------------- | ------------------------------------------------------------- |
| 2013年1月27日  | 渋谷gee-ge                | らぶさんの本棚〜たちのぼる未来へ〜 | 初ワンマンライブ                                              |
| 2013年9月1日   | 代官山LOOP                | 新しい生活がそこにあるよ           |                                                               |
| 2014年2月8日   | 下北沢GARDEN              | なにをやるかは内緒です             | 大雪のため交通機関が麻痺したが開催決行                        |
| 2014年3月16日  | 下北沢GARDEN              | 大雪には気をつけなはれや！         | 2014.2.8が記録的大雪だったため振替公演として500円で開催       |
| 2014年7月14日  | 南青山月見ル君想フ        | 誰のせいでもない                   | アコースティックワンマン                                      |
| 2015年9月23日  | 渋谷WWW                   | さいわい                           | 1stアルバム『Surrender』レコ発ワンマン                        |
| 2016年9月18日  | 代官山LOOP                | 絵空事                             |                                                               |
| 2017年7月29日  | 恵比寿ザ・ガーデンホール  | 終わらない旅                       | 2ndアルバム『Pirouette』リリースツアーファイナルワンマン      |
| 2018年6月13日  | 渋谷eggman                | unconditional love生誕祭           | 3rdアルバム『Birthday』レコ発ワンマン                         |
| 2018年9月15日  | Soap opera classics Umeda | であいにいくツアー                 | 3rdアルバム『Birthday』ワンマンツアー大阪編                   |
| 2018年10月13日 | Jazz Me Blues noLa        | であいにいくツアー                 | 3rdアルバム『Birthday』ワンマンツアー仙台編                   |
| 2018年10月21日 | KDハポン                  | であいにいくツアー                 | 3rdアルバム『Birthday』ワンマンツアー名古屋編                 |
| 2018年10月26日 | Mt.RAINIER HALL SHIBUYA   | 明日をつかまえて                   | 3rdアルバム『Birthday』リリースツアーファイナルワンマンライブ |
| 2019年8月2日   | Mt.RAINIER HALL SHIBUYA   | Summer Night City                  |                                                               |
| 2020年2月8日   | 渋谷GUILTY                | oneMan                             |                                                               |
| 2023年1月6日   | SHIBUYA PLEASURE PLEASURE | Flags                              | LastOneMan Live                                               |
| 2024年12月8日  | 渋谷GUILTY                | Soar                               | 4thアルバム『Soar』レコ発ワンマン                             |

## タイアップ曲
| 曲名     | 内容                                                                         | 備考                           |
| -------- | ---------------------------------------------------------------------------- | ------------------------------ |
| Calling  | テレビ朝日系「じゅん散歩」2017年2-3月エンディングテーマ                      | 2ndアルバム「Pirouette」に収録 |
| 夜の語り | BS朝日「歴史ミステリー 日本の城 見聞録」2017年4月13日 - エンディングテーマ   | 2ndアルバム「Pirouette」に収録 |
| 青空     | BS朝日「百年名家〜築100年の家を訪ねる旅〜」2018年1月7日 - エンディングテーマ | 2ndアルバム「Pirouette」に収録 |